# Age Buma
Age Buma (Koudum, 18 maart 1820 - Hindeloopen, 29 november 1893) was een Nederlands politicus.
Buma was een Liberaal Tweede Kamerlid, medestander van Kappeyne en Tak van Poortvliet. Hij werd als afgevaardigde voor het district Sneek gekozen. Buma was voorzitter van de Zuiderzeevereeniging en een van de voornaamste pleitbezorgers van inpoldering van de Zuiderzee. Hij diende daarover een initiatiefvoorstel in, dat echter geen wet werd.
- Biografisch Portaal: 13792522
- Parlement.com: vg09lkyz2axz